# Daowu Yuanzhi
Daowu Yuanzhi (chiń. 道吾圓智, pinyin Dàowú Yuánzhì; kor. 도오원지 Too Wŏnji; jap. Dōgo Enchi; wiet. Đạo Ngô Viên Trí; ur. 769, zm. 853) – chiński mistrz chan.

## Życiorys
Pochodził z Yuzhang (obecnie Nanchang w prowincji Jiangxi). Prawdopodobnie praktykę chan rozpoczął dopiero w wieku 46 lat, u mistrza Baizhanga Niepana i w jego klasztorze został także mnichem. Był starszym bratem mistrza chan Yunyana Tanshenga
Po roku odszedł od Baizhanga i został uczniem oraz spadkobiercą Dharmy Yaoshana Weiyana. Po osiągnięciu oświecenia napisał list do brata:
| Sklep Shitou przyjmuje [tylko] czyste złoto; Sklep Jianxiego [czyli Mazu] przyjmuje różne rodzaje pieniędzy. Co ty robisz tracąc swoje talenty w takim miejscu? Byłbym bardzo zobligowany, gdybyś przybył tu natychmiast. |

Yunyan posłuchał brata, został uczniem Yaoshana, osiągnął oświecenie i zapoczątkował swoją linię przekazu Dharmy.
Pewnego dnia Yunyan Tansheng spytał Daowu Do czego używa tak wielu oczu i rąk bodhisattwa Wielkiego Współczucia?
Daowu odparł To jest tak, jakby ktoś w nocy sięgał za siebie usiłując znaleźć poduszkę.
Yunyan rzekł Rozumiem.
Daowu zapytał Jak to rozumiesz?
Yunyan odparł Oczy i dłonie są na całym ciele.
Daowu rzekł Powiedziałeś o tym dużo, lecz tylko 8/10 tego, co należy powiedzieć.
Yunyan spytał A co ty powiesz, starszy bracie?
Daowu powiedział Całe ciało jest oczyma i dłońmi.
Po okresie wieloletniej wędrówki osiadł na górze Daowu w okolicy dzisiejszego Changsha w prowincji Hunan.
9 miesiąca 835 r. Daowu zachorował. Pewnego dnia rzekł do mnichów Czy rozumiecie zdanie: po otrzymaniu, oddanie? Mnisi milczeli. W dziesięć dni później powiedział do zgromadzenia Pójdę na zachód. Nie powinienem iść na wschód. Po tych słowach zmarł.
Resztki po kremacji umieszczono w stupie nazwanej Daowu. Po uderzeniu w nią pioruna, została przeniesiona na górę Shishuang.
W Biyan lu poświęcone są mu dwa gong’any: 55 i 89, w Congrong lu – 54 i 83.
Miał wielu uczniów, ale najbardziej znanym był Shishuang Qingzhu.

## Linia przekazu Dharmy zen
Pierwsza liczba oznacza kolejność pokoleń mistrzów od 1 Patriarchy indyjskiego Mahakaśjapy.
Druga liczba oznacza kolejność pokoleń od 28/1 Bodhidharmy, 28 Patriarchy Indii i 1 Patriarchy Chin.
- 35/8. Shitou Xiqian (700–790)
  - 36/9. Yaoshan Weiyan (751–834)
    - 37/10. Daowu Yuanzhi (769–853)
      - 38/11. Jianyuan Zhongxing (bd)
      - 38/11. Shishuang Qingzhu (807–888)
        - 39/12. Zhangzhuo Xiucai
        - 39/12. Yungai Yuanquan (bd)
          - 40/13. Yungai Jingquan (bd)

        - 39/12. Zhangzhuo Xiucai (bd)
        - 39/12. Daguang Juhui (836–903)
        - 39/12. Jiufeng Daoqian (zm. 921)
          - 40/13. Heshan Wuyin (891–960)